# Kövegy, Csongrád
Kövegy  este un sat în districtul Makó, județul Csongrád, Ungaria, având o populație de 396 de locuitori (2011). 

## Demografie
Componența etnică a satului Kövegy
     Maghiari (100%)
Componența confesională a satului Kövegy
     Romano-catolici (65,4%)
     Fără religie (13,89%)
     Reformați (7,83%)
     Greco-catolici (1,26%)
     Necunoscută (11,62%)
Conform recensământului din 2011, satul Kövegy avea 396 de locuitori. Din punct de vedere etnic, majoritatea locuitorilor (100,0%) erau maghiari.  Din punct de vedere confesional, majoritatea locuitorilor (65,4%) erau romano-catolici, existând și minorități de persoane fără religie (13,89%), reformați (7,83%) și greco-catolici (1,26%). Pentru 11,62% din locuitori nu este cunoscută apartenența confesională.